# Взрив в Халифакс
Вижте пояснителната страница за други значения на Халифакс.
Взривът в Халифакс (или Експлозията в Халифакс) на 6 декември 1917 г. в резултат от транспортно произшествие причинява опустошителни поражения на град Халифакс, Канада и сред населението му.
Взривът е следствие от сблъсък в най-тесния участък на пролива Те Нероус, разделящ града на 2 части, на норвежкия кораб „Имо“ с френския кораб „Монблан“, който избухва в пламъци. Френският кораб носи на борда си 200 тона тротил и 2300 тона пикринова киселина. След като проумява, че не ще успее да потуши пожара, капитанът Льо Медек на френския кораб дава команда за спускане на лодките на вода, изтегля се заедно с екипажа и заляга зад дига, очаквайки неговият кораб да разруши града.
Избухва най-големият взрив в историята преди взрива в Хирошима през 1945 г. (вследствие на атомните бомбардировки на Хирошима и Нагасаки в края на Втората световна война). Взривната вълна помита 2000 къщи, поврежда още 1200, като загиналите са над 1950, ранени са над 9000, а ослепели вследствие от взрива са повече от 500 души.
Взривът над Халифакс е толкова силен (3 килотона), че образува облак с височина над 6 километра и 18-метрова вълна „цунами“. Почти всички постройки в радиус от 800 метра са унищожени.